# A Quiet Place
A Quiet Place är en opera i tre akter av Leonard Bernstein och text av Stephen Wadsworth.

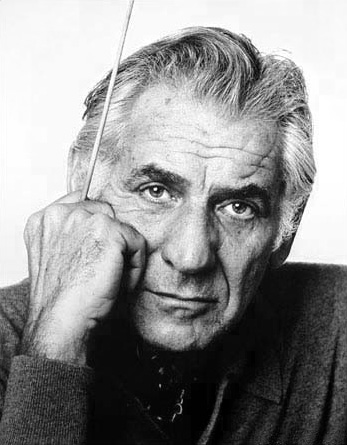
Leonard Bernstein

År 1980 bad journalisten Stephen Wadsworth om en intervju med Bernstein och erbjöd som lockbete att skriva ett libretto vilket Bernstein gick med på. På Bernsteins önskan skrev Wadsworth en text om en amerikansk medelklassfamilj. Operan uruppfördes 17 juni 1983 i Jones Hall på Houston Grand Opera.

## Roller
- Sam (Baryton)
- Dinah, hans fru (Mezzosopran)
- Dede, deras dotter (Sopran)
- Junior, deras son (Baryton)
- François, Junios pojkvän, sedermera Dedes man (Tenor)
- Sam som ung (Baryton)

## Handling
En mor har dött i bilolycka. När de efterlämnade familjemedlemmarna, fadern Sam och de vuxna barnen (sonen Junior och dottern Dede), träffas står det klart att de inte längre har något gemensamt. Junior har haft ett förhållande med fransmannen François och är fortfarande attraherad av honom men han är numer gift med Dede. Sam blir lika medveten om sitt främlingskap gentemot barnen som om försummelserna i äktenskapet. Kärleken har sedan länge ersatts av hat och vrede. Men den konflikt som flammar upp dämpas av ett efterlämnat brev från den döda modern, där hon ber barnen visa fadern kärlek och medkänsla. Till en början efterlever de moderns vädjan enbart av pliktkänsla, men efter några samtal som rensar luften lyckas de sedan även av egen övertygelse komma närmare varandra.